# Chapelle de procession Notre-Dame-de-Lourdes
Pour les articles homonymes, voir Chapelle Notre-Dame-de-Lourdes.
La chapelle de procession Notre-Dame-de-Lourdes est un petit édifice religieux de tradition catholique située à l'extrémité est du village de Saint-Roch-des-Aulnaies. Elle a été construite vers 1792 et porte alors le nom de chapelle Saint-Louis en l'honneur du roi de France. 
La chapelle dite de procession fait l'objet d'importantes rénovations en 1878. À cette occasion, deux religieuses viennent peindre une toile représentant la grotte de Lourdes. La chapelle prend alors le nom de Notre-Dame-de-Lourdes. D'autres rénovations sont nécessaires en 1976. En remplacement de la toile, une structure de pierres rappelant la grotte est érigée. On y place deux statues, une de la Vierge et l'autre de Bernadette Soubirous. 
La chapelle est classée en 1981 par le ministère des Affaires culturelles.

### Liens externes

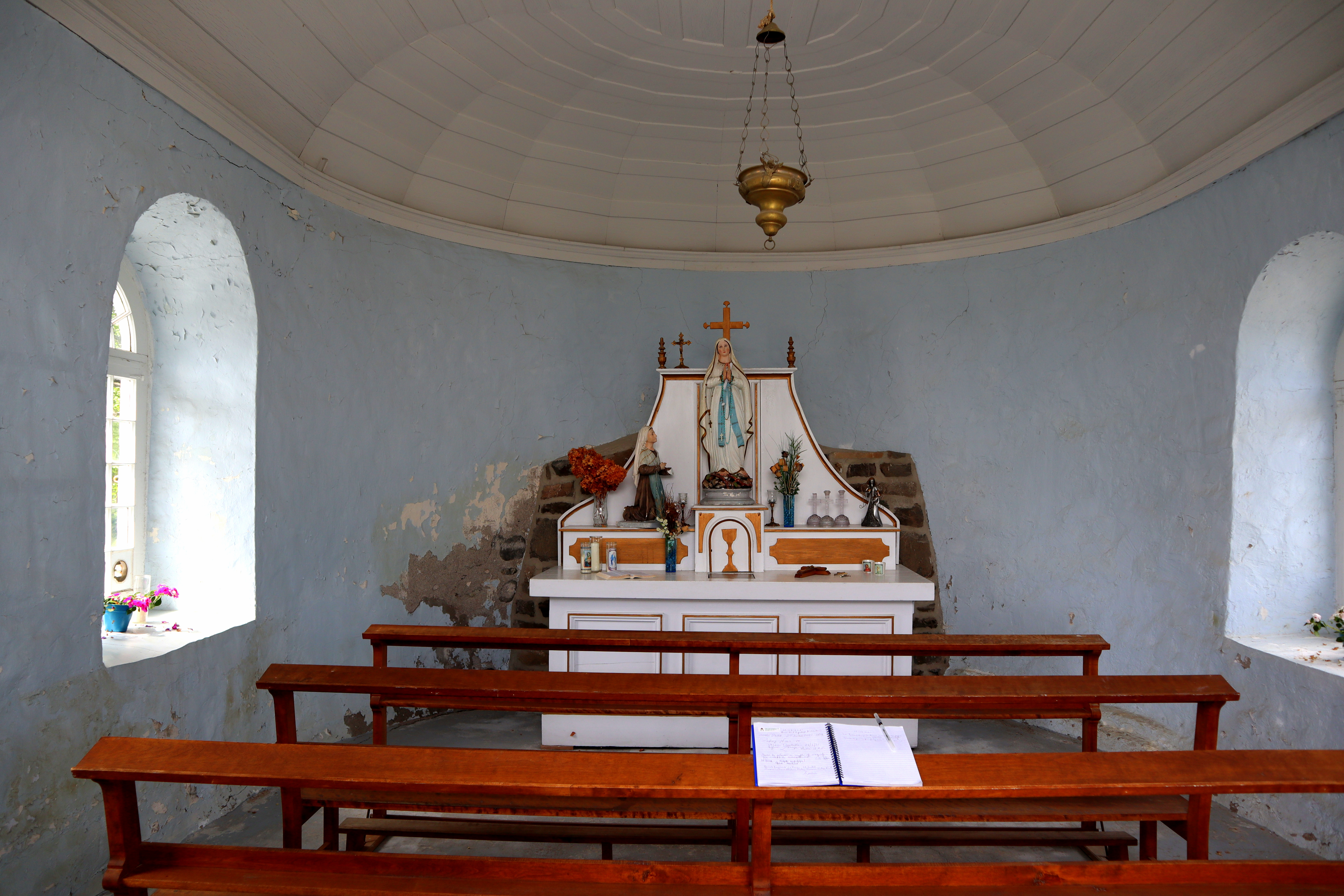
Intérieur